# 和泉晶裕
和泉 晶裕（いずみ あきひろ、1961年6月15日 - ）は、日本の国土交通技官。国土交通省北海道開発局長や、国土交通省北海道局長を務めた。

## 人物・経歴
北海道出身。1980年北海道札幌西高等学校卒業。1984年北海道大学工学部土木工学科卒業。1986年北海道大学大学院工学研究科土木工学専攻修了、北海道開発庁入庁。1994年北海道開発局室蘭開発建設部苫小牧道路事務所第1工事課長。1995年北海道開発局建設部道路計画課開発専門官。
1999年北海道開発局小樽開発建設部道路課長。2001年国土交通省北海道局地政課開発専門官。2003年国土交通省北海道開発局建設部道路計画課課長補佐。2004年国土交通省北海道開発局建設部道路計画課道路調査官。2007年国土交通省北海道開発局函館開発建設部次長。2009年国土交通省関東地方整備局横浜国道事務所長。2012年国土交通省北海道開発局建設部道路計画課長。2015年国土交通省北海道局地政課長。2017年国土交通省北海道開発局長。2018年国土交通省北海道局長（併）内閣官房内閣審議官（内閣官房副長官補付）（併）内閣官房アイヌ総合政策室室長代理。
2019年北海道知事選挙では自由民主党北海道支部連合会から出馬要請を受け、高橋はるみ北海道知事からも、「自民党の道議の半分以上が和泉局長の要請をしたことは重く受け止めてほしい」とされたが、候補者一本化の目途が立たなかったこともあり出馬を固辞した。
2019年プライムインターナショナルジャパン取締役。2020年中道リース取締役、エコモット顧問、自由民主党北海道第四選挙区支部参与。2021年北海道建設業信用保証理事、北保証サービス代表取締役社長。2022年北海道建設業信用保証取締役。2023年北海道建設業信用保証代表取締役社長。